# Vital Nsimba
Vital Nsimba, né le 8 juillet 1993 à Cacuaco en Angola, est un footballeur international congolais qui évolue au poste de latéral gauche

## Biographie
Vital Manuel Nsimba naît en Angola où il vit jusqu'à l'âge de six ans. Sa famille doit fuir l'Angola après que son père soit accusé de vol au sein de l'armée. Ils partent pour la France et, Toulouse où vit son oncle, côté paternel avant d'emménager à Bordeaux dans un premier temps à Villenave-d'Ornon puis de s'installer à la Bastide, sur la rive droite du port de la lune. Dans l'hexagone, il joue au football au Sporting club de la Bastidienne puis dans le club de Villenave-d'Ornon, où il est repéré par les Girondins de Bordeaux. Il y rejoint leur centre de formation à 16 ans.

### En club
Formé aux Girondins de Bordeaux, il part pour l'EA Guingamp en 2013. Il y devient un joueur cadre de la réserve, évoluant en CFA 2. Il est prêté pour la saison 2014-2015 à Luçon, évoluant en National.
Il signe ensuite son premier contrat professionnel avec Bourg-en-Bresse 01 en 2015 et découvre la Ligue 2.
Le 8 juin 2018, il rejoint l'Auvergne et le Clermont Foot où il enchaîne les bonnes saisons en Ligue 2 et frôle même la montée lors de la saison 2019-2020. Celle-ci est arrêtée à cause de la pandémie de Covid-19 alors que le Clermont Foot est 5e de Ligue 2. Il découvre finalement la Ligue 1 lors de l'exercice 2021-2022 lors de la première saison de l'histoire du CF63 dans l'élite.
Pour son premier match, il retrouve son club formateur, les Girondins de Bordeaux, Clermont s'impose 2-0 en Gironde et s'offre le fauteuil de leader au terme de la première journée de L1. Il inscrit son premier but en Ligue 1 le 16 octobre 2021 face à Lille. Ce but permet à Clermont de s'offrir une courte victoire 1-0 sur le champion de France en titre. En fin de contrat, il annonce son départ a la fin de la saison après avoir activement participé au maintien de son club en première division. Il clôt sa saison avec 34 apparitions en championnat dont 31 titularisations.
En fin de contrat avec Clermont, Vital Nsimba s'engage pour deux saisons avec les Girondins de Bordeaux, sous-réserve que le club bordelais soit réintégré en L2 par la commission d'appel de la FFF. Le 27 juillet 2022, le maintien du club bordelais est acté mais il est toujours soumis à un encadrement de la masse salariale. Celle-ci étant supérieure à celle présentée dans le budget prévisionnel de la saison 2022-2023 à la DNCG, son contrat, ainsi que celui de Yoann Barbet n'est néanmoins pas de suite homologué. Le club bordelais officialise sa venue pour 2 saisons (plus une en option) le 1er septembre. C'est donc un retour au sources pour l'ancien Clermontois, qui signe dans le club de son cœur avec un objectif ambitieux de remonter directement en Ligue 1. Il joue son premier match sous les couleurs marines et blanches lors de la 8e journée de Ligue 2 sur la pelouse de à l'ASSE (défaite 2-0). Pour son premier match à domicile face à Dijon (9e journée victoire 2-1), il obtient un penalty pour l'ouverture du score. Il récidive face au FC Metz (11e journée, victoire 2-0), provoquant de nouveau un penalty. Lors de la 13e journée, contre Annecy, il signe sa première passe décisive d'une passe précise au sol pour l'ouverture du score de Dilane Bakwa, ce but permet aux bordelais de l'emporter 1-0 et de rester leader de Ligue 2. Le 31 janvier, il inscrit d'un coup franc direct excentré sur le côté droit son premier but avec Bordeaux, face au Havre (21e défaite 1-2). Il se montre à nouveau décisif le 18 février face au Paris FC en délivrant sa quatrième passe décisive de la saison sur l'ouverture du score de Malcom Bokele, puis en obtenant un penalty après une succession de dribbles permettant au Girondins de s'imposer 2-1.

### En équipe nationale
Né en Angola, d'un père congolais- angolais. Originaire de la province du Zaïre, dans la région de Soyo, commune de Sumba et la localité de Wonde Tari appartenant à l’ethnie Basolongo. Et Muyombe dans la province du Kongo central dans la localité de Lukula. Et d'une mère angolaise,originaire de Ndalantando dans la province de Cuanza Nord. Il défend les couleurs de la République démocratique du Congo. 
Il est appelé pour la première fois en équipe nationale pour un match contre la République centrafricaine en septembre 2016.
Il fête sa première sélection avec l'équipe lors d'une rencontre amicale contre le Kenya. Le 4 octobre 2016, il est remplacé à la 46e minute par Joyce Lomalisa.
En mars 2022, cinq ans et demi après sa première sélection, il est rappelé afin de disputer le barrage d'accès à la Coupe du monde face au Maroc.

## Statistiques

### Statistiques détaillées
| Saison                | Club                       | Championnat           | Championnat | Championnat | Coupe nationale | Coupe nationale | Coupe de la Ligue | Coupe de la Ligue | Total | Total |
| Saison                | Club                       | Division              | M.          | B.          | M.              | B.              | M.                | B.                | M.    | B.    |
| 2010-2011             | Girondins de Bordeaux rés. | CFA 2                 | 1           | 0           | -               | -               | -                 | -                 | 1     | 0     |
| 2011-2012             | Girondins de Bordeaux rés. | CFA                   | 11          | 1           | -               | -               | -                 | -                 | 11    | 1     |
| 2012-2013             | Girondins de Bordeaux rés. | CFA                   | 30          | 2           | -               | -               | -                 | -                 | 30    | 2     |
| Sous-total            | Sous-total                 | Sous-total            | 42          | 3           | -               | -               | -                 | -                 | 42    | 3     |
| 2013-2014             | EA Guingamp rés.           | CFA 2                 | 23          | 3           | -               | -               | -                 | -                 | 23    | 3     |
| 2014-2015             | Luçon VF (prêt)            | National              | 24          | 0           | 2               | 0               | -                 | -                 | 26    | 0     |
| Sous-total            | Sous-total                 | Sous-total            | 47          | 3           | 2               | 0               | -                 | -                 | 49    | 3     |
| 2015-2016             | Bourg-en-Bresse 01         | Ligue 2               | 33          | 0           | 2               | 0               | 2                 | 0                 | 37    | 0     |
| 2016-2017             | Bourg-en-Bresse 01         | Ligue 2               | 32          | 0           | -               | -               | 1                 | 0                 | 33    | 0     |
| 2017-2018             | Bourg-en-Bresse 01         | Ligue 2               | 27+2        | 1+0         | 1               | 0               | 1                 | 0                 | 31    | 1     |
| Sous-total            | Sous-total                 | Sous-total            | 94          | 1           | 3               | 0               | 4                 | 0                 | 101   | 1     |
| 2018-2019             | Clermont Foot              | Ligue 2               | 29          | 0           | 1               | 0               | 2                 | 0                 | 32    | 0     |
| 2019-2020             | Clermont Foot              | Ligue 2               | 27          | 0           | -               | -               | 2                 | 0                 | 29    | 0     |
| 2020-2021             | Clermont Foot              | Ligue 2               | 0           | 0           | -               | -               | 2                 | 0                 | 2     | 0     |
| Sous-total            | Sous-total                 | Sous-total            | 56          | 0           | 1               | 0               | 4                 | 0                 | 61    | 0     |
| Total sur la carrière | Total sur la carrière      | Total sur la carrière | 239         | 7           | 6               | 0               | 8                 | 0                 | 253   | 7     |